# Mika Kuusisto
Mika Kuusisto (né le 13 décembre 1967 à Jurva) est un fondeur finlandais.

## Jeux olympiques
- Jeux olympiques d'hiver de 1992 à Albertville  France:
  -  Médaille de bronze en relais 4 × 10 km.

## Championnats du monde
- Championnats du monde de ski nordique 1991 à Val di Fiemme  Italie:
  -  Médaille de bronze en relais 4 × 10 km.

## Coupe du monde
- Meilleur classement final : 36e en 1992.
- Meilleur résultat : 4e.